# 1994년 아시안 게임 대한민국 선수단
1994년 아시안 게임 대한민국 선수단은 일본 히로시마에서 열린 1994년 아시안 게임에 참가한 대한민국 선수단이다. 31개 종목, 558명의 선수를 파견했으며 금메달 63개를 획득하여 종합 메달 순위 2위에 올랐다.